# Rubén Martínez Andrade
Rubén Iván Martínez Andrade (A Coruña, 22 juni 1984) - alias Rubén - is een gewezen Spaans profvoetballer die dienstdoet als doelman. Hij verruilde CA Osasuna in juni 2021 voor AEK Larnaca.

## Clubcarrière
Martínez begon als voetballer bij FC Bregantiños in 1994. Na een jaar bij SD Orillamar uit A Coruña, kwam hij in 1997 op 13-jarige leeftijd bij FC Barcelona. Bij de Catalaanse club ging de doelman in de cantera (jeugdopleiding) spelen. In 2002 won hij met Juvenil A, het hoogste jeugdelftal van de club, de Copa del Rey Juvenil ten koste van Real Mallorca (2-1). In 2003 kwam Martínez in Barça B terecht.
Na het vertrek van Rüştü Reçber in 2004, werd Martínez door Frank Rijkaard benoemd tot derde doelman van het eerste elftal. Zijn debuut in de hoofdmacht was op 18 december 2004 tegen Valencia CF (1-1). Na een rode kaart voor eerste keeper Víctor Valdés, kwam Martínez in het veld. Een week later startte hij in de basis tegen UD Levante als vervanger van de geschorste Valdés. Sindsdien kwam Martínez vooral in actie voor FC Barcelona B. Na de degradatie van dit elftal in 2007 naar de Tercera División vertrok hij naar Racing Ferrol. In 2008 werd hij gecontracteerd door FC Cartagena, waarmee Martínez in 2009 kampioen van de regionale groep van de Segunda División B werd en promoveerde naar de Segunda División A.
Tijdens het seizoen 2009-2010 werd hij door de nieuwe trainer Juan Ignacio Martínez Jiménez als eerste doelman uitgespeeld en was hij een van de smaakmakers van het succes (5de plaats in deSegunda División A met lang uitzicht op promotie) dat de club kende in zijn eerste seizoen op het tweede niveau van het Spaanse voetbal.
Deze prestatie ging niet ongemerkt voorbij en hij werd einde augustus 2010 getransfereerd naar het in financiële problemen verkerend, maar in Primera División spelend Málaga CF.  Op 23 september 2010 keerde hij terug naar het hoogste niveau van het Spaanse voetbal in de met 0-2 gewonnen uitwedstrijd tegen Getafe CF.  Toen hij echter zijn basisplaats afgedwongen had, werd hij tijdens zijn vierde wedstrijd gekwetst aan de pink.  Dit hield hem lange tijd uit de ploeg en hij zoch slechts op het einde van het seizoen terugkeren.  Ook tijdens het tweede seizoen werd de speler geplaagd door verschillende blessures.
Daardoor kwam hij vanaf seizoen 2012-2013 terecht bij reeksgenoot Rayo Vallecano.  Bij de start van het seizoen was hij bankzitter, maar vanaf de wedstrijd tegen RCD Espanyol, gespeeld op 21 oktober 2012, werd hij de eerste doelman van de club uit Madrid.  Hij zou dit statuut tijdens twee seizoenen bekleden
Voor het seizoen 2014-2015 deed hij de overstap naar reeksgenoor UD Almeria.  Daar werd van hem verwacht dat hij de opvolger van Esteban Suárez zou worden.  Deze speler bevond zich op het einde van zijn carrière en zette een stapje terug met zijn overgang naar Real Oviedo.  Op sportief vlak deed de ploeg het niet zo goed en met een negentiende plaats kon het behoud niet verwezenlijkt worden.
Begin juni 2015 tekende hij een driejarig contract bij UD Levante, een andere ploeg op het hoogste niveau van het Spaanse voetbal.  Ook met deze ploeg werd het op sportief vlak geen groot succes.  Op het einde van het seizoen eindigde de ploeg op een allerlaatste plaats en werd zijn contract op samenspraak ontbonden.
Voor het seizoen 2016-2017 stapte hij over naar een ander ploeg uit de Primera División.  Hij keerde terug naar zijn geboortestad en tekende een tweejarig contract bij Deportivo La Coruña.  Tot aan de winterstop speelde hij echter geen enkele wedstrijd in de competitie en was enkel viermaal actief in de Copa del Rey.  Hij was dan ook na Germán Lux en Przemysław Tytoń slechts de derde keeper van de ploeg.  Daarom staken er in januari 2017 geruchten op dat de speler zou overstappen naar RSC Anderlecht.  Op 25 januari werd door de Brusselse club bevestigd dat de Spaanse keeper tot het einde van het seizoen 2016-2017 geleend werd van de Spaanse eersteklasser.  Tweede keeper Davy Roef deed de omgekeerde beweging en werd tot het einde van het seizoen uitgeleend aan Deportivo La Coruña.  Hij maakte op 16 februari zijn debuut tijdens de heenwedstrijd van de 1/16de finale van de UEFA Europa League tegen FK Zenit Sint-Petersburg, die met 2-0 gewonnen werd.  Ook tijdens de terugwedstrijd stond hij in het doel.  Dankzij een laat doelpunt van Isaac Thelin kwalificeerde Anderlecht zich na een 3-1 verlies voor de volgende ronde.  Daarop volgde de 1/8ste finale wedstrijden tegen APOEL Nicosia.  De Spanjaard kon zijn netten zowel in de uit- als thuiswedstrijd ongeschonden houden en beide wedstrijden werden winnend afgesloten met een 1-0 eindstand.  Tijdens zowel de heen- als terugwedstrijd van 1/4de finale tegen het Engelse Manchester United speelde hij een grote rol bij de twee 1-1 gelijke spelen.  Tijdens de tweede verlenging op Old Trafford moest hij echter de 2-1 toestaan en was de uitschakeling een feit.  Zijn debuut in de Belgische Eerste klasse A kende hij tijdens de laatste wedstrijd van play-offs, toen de club reeds nationaal kampioen was, tijdens de 3-2 gewonnen thuiswedstrijd tegen KV Oostende.  Op het einde van het seizoen keerde hij terug naar Deportivo La Coruña.  De eerste twee wedstrijden van de competitie kreeg hij het vertrouwen van Pepe Mel.  Dit zou na een blessure het hele seizoen worden. Spijtig genoeg kon het behoud niet verzekerd worden.
Voor het seizoen 2018-2019 tekende hij voor CA Osasuna, een ploeg uit de Segunda División A. Hij werd onmiddellijk de eerste doelman en werd met deze ploeg kampioen.  Tijdens seizoen 2019-2020 volgde hij de ploeg naar de Primera División.  Hij startte als basisspeler en zou dit tot einde november blijven.  Toen werd hij tijdelijk vervangen door Sergio Herrera , maar vanaf maart speelde hij weer de helft van de wedstrijden.  In totaal zou hij met 19 wedstrijden net de helft van de competitie spelen.  De ploeg eindigde op een mooie tiende plaats.  Tijdens het seizoen 2020-2021 startte  hij weer op de bank, maar gedurende de maand december 2020 zou hij drie wedstrijden spelen, zes doelpunten toestaan en twee punten behalen.  Daarna zou hij niet meer in actie komen en onmiddellijk bij het einde van het seizoen kondigde ploeg aan dat ze niet meer op hem telden voor het volgend seizoen.
Op 9 juni 2021 tekende hij bij AEK Larnaca, een ploeg uit Cyprus spelend in de A Divizion. Zo linkte de speler zijn toekomst aan de ploeg uit Larnaca tijdens het seizoen 2021-2022, met een optie voor een bijkomend seizoen.  De speler kwam maar tweemaal in actie en zo werd de optie niet gelicht.  Dit zou het einde van zijn loopbaan betekenen.

## Interlandcarrière
Martínez was in 2003 met Spanje –20 verliezend finalist op het WK –20 in de Verenigde Arabische Emiraten, samen met teamgenoten als Andrés Iniesta, Sergio García de la Fuente en Carlos Peña. Spanje verloor in de finale met 1–0 van Brazilië.